# 水谷瑠奈
水谷 瑠奈（みずたに るな、1993年4月20日 - ）は、日本のグラビアアイドル。
青森県出身、アクアス・エンターテインメント所属。

## 人物・略歴
2010年、実姉の水谷彩也加のブログにて画像と共に紹介され、同年12月17日発売された自身初かつ実姉妹として初共演したDVD「純白姉妹〜彩也加＆瑠奈〜」にてデビューした。
星のオトメ歌劇団の下部組織、ホシカゲファクトリーに所属。また、twinkle BEAT stars（野々宮あおい、桐山こと、いとうみるく、MARIN）の一員。
趣味は人間観察、音楽鑑賞。特技は開脚。

## 作品

### イメージビデオ
- Cookie（水谷瑠奈）（マジックメディアパブリッシング、2010年1月31日）
- 純白姉妹〜彩也加＆瑠奈〜（M.B.D メディアブランド、2010年12月17日）
- 素直なままで（タスクオフィス、2011年5月20日）

## 出演

### テレビ・CS・WEBドラマ
- 新・美少女図鑑

## 書籍

### 雑誌
- クリーム（2009年1月発売号、ワイレア出版）